# Синнемяки, Анни
Анни Милья Маариа Синнемяки (фин. Anni Milja Maaria Sinnemäki, родилась 20 июля 1973, Хельсинки, Финляндия) — финский политик, заместитель бургомистра (мэра) Хельсинки по городскому планированию (с 2014).
В прошлом — председатель партии Зелёный союз (2009—2011), министр труда в кабинете Ванханена (2009—2010) и кабинете Кивиниеми (2010—2011), депутат эдускунты (финского парламента) от избирательного округа Хельсинки (1999—2015).
По образованию — филолог, специалист по русской литературе. Кандидат гуманитарных наук (2001).

## Биография
Родилась в семье Ансси Синнемяки (Anssi Sinnemäki), магистра философии, и Айно Тельккя (Aino Telkkä), лицензиата политических наук.
В 1992 году, после окончания школы, Синнемяки поступила в Хельсинкский университет, где изучала русскую литературу, философию и общее языкознание. В 2001 году стала бакалавром (кандидатом) гуманитарных наук, защитив работу, посвящённую жанру мемуаров в русской литературе на примере творчества Ильи Эренбурга, Валентина Катаева и Надежды Мандельштам.
После окончания университета работала в министерстве охраны окружающей среды, обозревателем в газете Helsingin Sanomat (1998), писала тексты для песен группы Ultra Bra.
Как пишет сама Синнемяки, в 1998 году, когда она работала в министерстве охраны окружающей среды, Отто Лехтипуу, председатель хельсинкского отделения «Зелёных», предложил ей баллотироваться в парламент; она согласилась, «поскольку считала, что лучше быть активным гражданином, чем просто потребителем и брюзгой. Я не хотела верить в то, что „альтернативы нет“ — в эту мантру периода застоя». На парламентских выборах 21 марта 1999 года Синнемяки была избрана депутатом эдускунты. С 1 февраля 2001 года по 18 марта 2003 года была вторым заместителем председателя фракции. С 26 апреля 2007 года по 10 июня 2009 года была председателем фракции.
В мае 2009 года Анни Синнемяки была избрана председателем партии Зелёный союз. 11 июня 2011 года на прошедшем в Куопио съезде партии её новым председателем был избран 34-летний депутат эдускунты Вилле Ниинистё; Синнемяки по числу полученных голосов заняла лишь третье место. По её словам, такой результат голосования частично обусловлен поражением партии на парламентских выборах 17 апреля 2011 года.
26 июня 2009 года Синнемяки сменила на посту министра труда Тарью Крунберг в кабинете Ванханена, с 22 июня 2010 года продолжила трудиться в этой же должности в кабинете Кивиниеми. В кабинете Катайнена, приступившего к работе 22 июня 2011 года, партия «Зелёный союз» получила два министерских портфеля, однако по результатам партийного голосования о выдвижении кандидатов на должности министров Синнемяки была лишь на третьем месте. После ухода с министерской должности Синнемяки сосредоточилась на работе в эдускунте.
В 2005 году Анни Синнемяки была избрана в городской совет Хельсинки. 26 ноября 2014 года Синнемяки была избрана заместителем мэра города Хельсинки по городскому планированию со сроком полномочий до весны 2017 года; за неё проголосовали 49 депутатов городского совета, за её соперника из Социал-демократической партии — 34 депутата. В связи с этим назначением 13 января 2015 года сложила полномочия депутата парламента. В январе 2017 года объявила о намерении баллотироваться на пост мэра Хельсинки.

## Поэтическое творчество

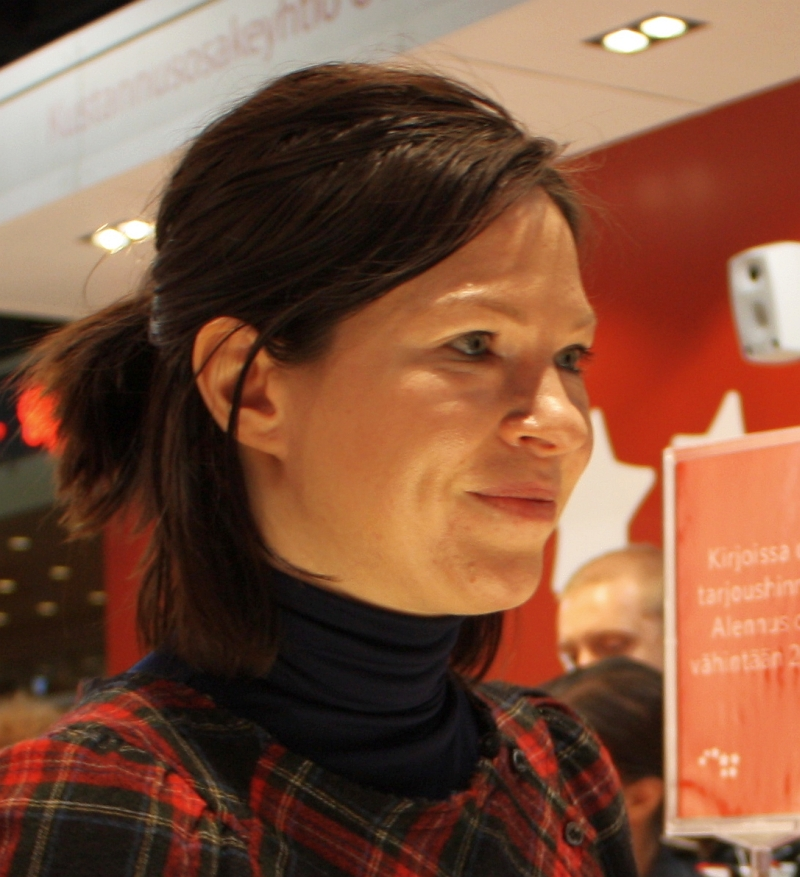
Анни Синнемяки на Хельсинкской книжной ярмарке 2009 года

Анни Синнемяки — автор двух опубликованных поэтических сборников.
Ещё в школе Синнемяки познакомилась с Керкко Коскиненом, позже ставшим известным композитором-песенником. В 1994 году Керкко Коскинен создал музыкальную группу Ultra Bra, пользовавшуюся в Финляндии большой популярностью в 1990-е годы. Анни Синнемяки — автор большинства текстов к песням группы. В 1996 году Анни и Керкко Коскиненом поженились, однако в 2001 году развелись. В том же 2001 году прекратила своё существование и группа Ultra Bra.

## Личная жизнь
У Анни есть дочь Сийри, которую она родила в 1990 году, ещё учась в школе. Сийри снималась в фильмах Rakastin epätoivoista naista (1999) и Vartija (1999), а с 1999 по 2006 год — в телесериале Kotikatu; в 2010 году Сийри поступила в Хельсинкский университет.
В марте 2012 года Анни Синнемяки вышла замуж во второй раз — за итальянца Антона Монти.
Анни Синнемяки живёт в Хельсинки.

С тех пор, как я себя помню, я интересовалась общественными проблемами. Я росла во времена биполярного мира, находившегося в состоянии холодной войны, в семье, в которой этот мир и его состояние можно было обсудить — по крайней мере тогда, когда я этого требовала от родителей. Я много думала о войнах — о возможной ядерной войне и уже случившемся Холокосте, о финских красных и финских белых, о гражданской войне в США и Первой мировой. Я фокусировала всё своё внимание на том, что представлялось мне неправильным.
Оригинальный текст (фин.)Olen ollut kiinnostunut yhteiskunnasta niin kauan kuin muistan. Kasvoin kylmän sodan kaksinapaisessa maailmassa ja perheessä jossa maailmasta ja sen tilasta keskusteltiin – ainakin silloin kun sitä vanhemmiltani vaadin. Ajattelin paljon sotia, tulevaa mahdollista ydinsotaa ja menneisyydestä holokaustia, Suomen punaisia ja valkoisia, Yhdysvaltain sisällissotaa ja ensimmäistä maailmansotaa. Keskityin paljon siihen, mikä mielestäni tuntui olevan väärin.
— Анни Синнемяки

## Комментарии
1. 1 2  Перевод выражения humanististen tieteiden kandidaatti как «кандидат гуманитарных наук» — согласно изданию:
Вахрос И., Щербаков А. Большой финско-русский словарь / Под ред. В. Оллыкайнен и И. Сало. — 6-е изд., стер. — М.: Живой язык, 2006. — С. 126. — 816 с. — 1550 экз. — ISBN 5-8033-0372-0. Соответствует международному званию бакалавра.